# Leucania argyritis
Leucania argyritis är en fjärilsart som beskrevs av Jules Pièrre Rambur 1858. Leucania argyritis ingår i släktet Leucania och familjen nattflyn. Inga underarter finns listade i Catalogue of Life.